# Rudolf Windisch (Linguist)
Rudolf Windisch (* 24. Juni 1940 in Baden-Baden) ist ein deutscher Linguist, Professor a. D., für Romanische Sprachwissenschaft an der Universität Rostock.

## Leben
Rudolf Windisch studierte Romanische Philologie, Evangelische Theologie, Romanistik und Vergleichende/Indogermanische Sprachwissenschaft an den Universitäten Bonn und Tübingen. Seine Forschungsschwerpunkte sind vergleichende Sprachgeschichte der romanischen Sprachen, vor allem des Französischen, Spanischen, Italienischen und Rumänischen.
1972 promovierte er bei Eugenio Coseriu an der Universität Tübingen mit der Dissertation „Genusprobleme im Romanischen. Das Neutrum im Rumänischen“.
Von 1972 bis 1974 war er Lektor des Deutschen Akademischen Austauschdienstes (DAAD) an der Facultate de Filosofie și Litere der Babeș-Bolyai-Universität Cluj (Rumänien).
Von 1975 bis zu seiner Habilitation 1985 arbeitete er als Wissenschaftlicher Assistent am Lehrstuhl Hans-Martin Gauger, Romanisches Seminar, Universität Freiburg im Breisgau. 1985 habilitierte er sich an der Albert-Ludwigs-Universität Freiburg mit der Arbeit „Zum Sprachwandel. Von den Junggrammatikern zu Labov“. Von 1985 bis 1995 übernahm er Vertretungen romanistischer Lehrstühle. Von 1995 bis 2006 war er Professor für Romanische Sprachwissenschaft: Französisch und Italienisch, an der Universität Rostock. 

Seit 2003 ist er Profesor Asociat an der Universität Oradea/Großwardein (Rumänien). Von 2006 bis 2009 war er Professor am Lehrstuhl für Deutsche Sprache und Literatur an der Universität Cluj-Napoca/Klausenburg/Kolozsvár (Rumänien).

## Wissenschaftliche Mitgliedschaften und Funktionen
- Balkanromanistenverband (BRV)
- 2001–2003 Präsident des Balkanromanistenverbands (BRV)

## Ehrungen
- 1998 	Diploma honoris causa Union für Aromunische Sprache und Kultur Freiburg e.V.
- 2003 	Ehrenmitglied der Asociaţia Culturală „A. Philippide“ Iași (Jassy, Rumänien)
- 2003 	Dr. h. c. Univ. Oradea (Rumänien)
- 2004 	Dr. h. c. Univ. Cluj-Napoca (Rumänien)
- 2009 	Ehrenmitglied der Asociaţia Culturală „A. Philippide“, Iași (Jassy, Rumänien)

## Publikationen (Auswahl)

### Bücher
- Studii de lingvistică și filologie românească. Editura Universității “Alexandru Ioan Cuza”, Iași 2006, ISBN 978-973-703-195-2.
- Zum Sprachwandel. Von den Junggrammatikern zu Labov. Habilitationsschrift, Peter Lang-Verlag, Frankfurt/M. 1988.
- zus. mit Hans-Martin Gauger, Wulf Oesterreicher: Einführung in die romanische Sprachwissenschaft. WBG, Darmstadt 1981.
- Genusprobleme im Romanischen – Das Neutrum im Rumänischen. Dissertation, Gunter Narr Verlag, Tübingen 1973.

### Herausgebertätigkeit
- Christina Vogel (Hrsg.): Valéry et Léonard: le drame d’une rencontre. Genèse de l’Introduction à la méthode de Léonard de Vinci. In: Rostocker Romanistische Arbeiten. Hrsg. von Jürgen Schmidt-Radefeldt, Rudolf Windisch, Bd. 12, Peter Lang, Frankfurt/M. 2007, ISBN 978-3-631-55659-7.
- zus. mit Jürgen Schmidt-Radefeldt (Hrsg.): Rostocker Romanistische Arbeiten. Bd. 1 (1999) ff., 14 (2010), Peter Lang, Frankfurt/M. 2010.

### Mitherausgeber
- Mitglied Scientific Board: Quartely Journal “Vasile Goldis” Western University Arad; Studii de Ştiinţă şi Cultură, Arad, Volume VIII (2012).
- Mitglied im Akademischen Konsilium der Noua Revistă Filologică. Revistă de știință, cultură și civilizație (Bălți, Republica Moldova), Anul I, Nr. 1–2. ISSN 1857-1379
- Mitherausgeber (Referent): Studia Universitatis Babeș-Bolyai Cluj-Napoca. Philologia, Cluj-Napoca.
- mit András F. Balogh, Rudolf Gräf, Stefan Sienert (Hrsg.): Studien zur Deutschen Literatur Südosteuropas, Klausenburger Beiträge zur Germanistik, Bd. 3, Cluj-Napoca, Bd. 2, 2007; Bd. 3, 2 2010; Bd. 4, 2008.
- mit András F. Balogh, Harald Vogel (Hrsg.): Klausenburger Beiträge zur Germanistik, Schriftenreihe der Babeş-Bolyai Universität; Bd. 2.
- Orlando Balaş: Reprezentări ale feminității în eposul germanic medieval. Wissens. Beratung Paul Magheru, Rudolf Windisch, Editura Echinox, Cluj-Napoca 2007, ISBN 978-973-8298-86-6.

### Mitarbeit
- Orlando Balaş, Cristel Balaş, Andrea Krisztina Benedek, (trad.; Rudolf Windisch, Tudományos tanácsadó): Tanuljunk emetül. Nyelvtani és szókincsfejlesztö gyakorlókönyv, Polirom, Iaşi 2008, ISBN 978-973-46-1037-2.